# دروبارت

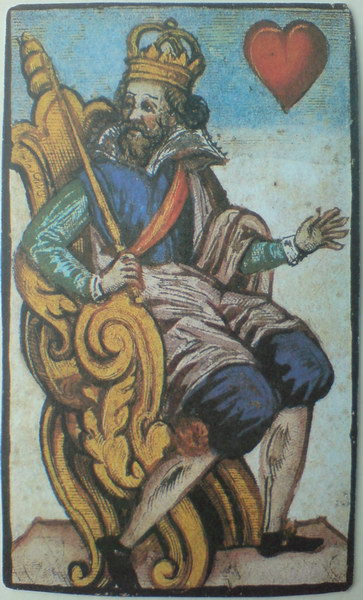
من بطاقات لعبة دوبارت

دروزبارت أو دروبارت هي لعبة ورق بولندية منقرضة لعائلة بروس. تنحدر الّلعبة من أقدم لعبة ورق معروفة في أوروبا، كارنوفيل، وهي حقيقة يشهد عليها تصنيف البطاقات غير المعتاد وعدم وجود بدلة رابحة موحّدة.
تم تصميم دروبارت لأربعة لاعبين ويتم لعبها باستخدام 36 ورقة من الحزمة الألمانية ، تتكون كل مجموعة من المجموعات الأربع من البطاقات 7-10 وأنتر وأوبر وملك وبارع.

## خلفية
دروبارت هي واحدة من عائلة الألعاب المنحدرة من كارنوفيل، أقدم لعبة ورق أوروبية ذات تقليد مستمر من اللعب حتى يومنا هذا. تتميز هذه الألعاب "بترتيب التصنيف المضطرب بشدة في البدلة المختارة وخاصة الدور الخاص للسبعة المختارين." إنها إحدى ألعاب عائلة بروسبارت التي كانت سلفها لعبة بروسبارت الألمانيّة. يشمل أفراد العائلة الآخرون بروسبارت الروسي أو دوليا، وبروسبارت الليفوني، وبروس السويدي، وبروس الدنماركي والإستوني، وفورمسي الجرينلاندية. من بين أبناء العمومة البعيدين جزر فارو ستيريفولت وشليسفيغ كنوفلن.
انتشرت اللعبة على نطاق واسع في بولندا خلال القرن الثامن عشر،  يصف أحد الروايات كيف لعبتها السيدات في منزل من الطبقة العليا كلعبة بعد العشاء جنبًا إلى جنب مع زويكن.  في القرن التاسع عشر تمّ تسجيلها على أنّها تلعب "من قبل الطّبقات الدّنيا أو الأطفال" وفي عام 1840 باعتبارها "رائجة بين عامّة النّاس". ومع ذلك، لا يوجد سوى وصفين غير كاملين لطريقة الّلعب، ويرجع تاريخهما إلى عاميّ 1831 و1888  
كانت دروزبارت هي اللعبة المفضلة للكونت هنريك رزيوسكي،  الصحفي والروائي والشاعر البولندي الذي كان أستاذًا سابقًا في الجاويدا البولندية، وهو شكل من أشكال الخيال الخطابي الذي يروي فيه الراوي الأحداث بلغت شخصيّة منمّقة للغاية.   آدم ميكيفيتش، الشّاعر والباحث البولنديّ،  كان أيضًا لاعبًا واستمتع بدروبارت أثناء إقامته في سانت بطرسبرغ عام 1828.
يبدو أنّ دروزبارت قد انقرض، على الرّغم من أنه تم تضمينه في إعادة طبع عام 2012 لملخّص ألعاب الورق لعام 1930 بواسطة جراكس. 

## بطاقات
تمّ استخدام حزمة نمط بولندي مناسبة للألمانية مكونة من 36 بطاقة. في حساب عام 1831، تم ترتيب المضاربين على النحو التالي، من الأعلى إلى الأدنى

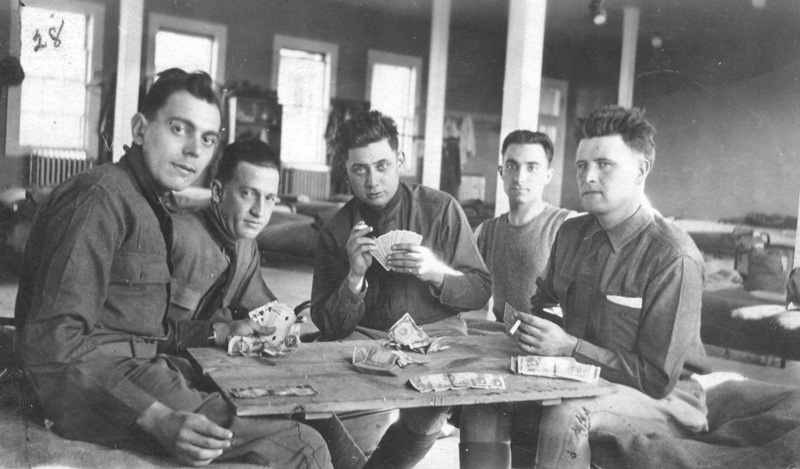
تنافس ريقان في لعبة أوراق اللعب قديما

البطاقات التي لها نفس القيمة (على سبيل المثال، الأوراق الأربعة) مرتبة فيما بينها حسب ترتيب المجموعة الموضح أعلاه: الجوز، الأوراق، القلوب، الأجراس. تسمى البطاقات الثلاث الأعلى مصارعو الثيران (ماتيدورامي)، ويبدو أن أسمائهم مشتقّة من الكلمات الألمانية تولر ("المجنون")، وبروسبارت ("لحية كثيفة")، وستاركر ("القويّ") . السّبعات كانت لا تقبل المنافسة عندما قادت. البطاقات المتبقّية — الثّمانية والملوك والعشرات — كانت "فاشلة"، ولا تصلح إلا للتّخلص منها.

## قواعد
يستند المخطط التفصيلي التالي للقواعد إلى جوليبيوسكي (1831) وستاري جراكس (1888).  قواعد عام 1930 الّتي وضعها ويتراوني غراتس هي إلى حدّ كبير إعادة طبع لقواعد عام 1888.
تمّ استخدام حزمة من النّمط البولندي مناسبة للألمانية مكونة من 32 أو 36 بطاقة.
الهدف هو الفوز بأكبر عدد من الحيل وتحقيق مآثر معينة. يشكل أربعة لاعبين فريقين يتكون كل منهما من شخصين ويجلس الشركاء مقابل بعضهم البعض ويتشاركون في كومة حيل مشتركة. لا توجد أوراق رابحة، وفي كل تصنيف بطاقة (باستثناء مصارعي الثيران والفاشلين)، يكون للبدلات ترتيب الأسبقية التالي: الجوز، الأوراق، القلوب، والأجراس. يقوم الموزع بتوزيع تسع بطاقات لكل لاعب، في اتجاه عقارب السّاعة وفي حزم مكوّنة من ثلاث بطاقات، لكنّ المصادر لم تذكر الإجراء الدّقيق. 
الضّربة الأمامية تؤدي بأي بطاقة. لا يحتاج اللاعبون إلى أن يحذوا حذوهم، ولكن يجب عليهم أن يتقدّموا بالخدعة للفوز بها. السبعات لا يمكن هزيمتها عندما تكون في المقدمة، ولكنّها بخلاف ذلك لا قيمة لها ولا يمكنها التّغلب على أي بطاقة أخرى. الثمانية والعشرات والملوك لا قيمة لهم، باستثناء المصارعين. 
اللاعب الّذي لعب أعلى بطاقة يفوز بالجولة ويؤدي إلى الورقة التّالية. إذا تمّ لعب أربعة رميات فاشلة، فإنّ اللّاعب الذي قاد الخدعة الأولى يفوز بالخدعة ويقود إلى التّالية. يتمّ لعب تسع جولات وهناك عقوبات لخسارة أربع جولات متتاليّة، أو خسارة الجولات الخمس الأولى أو خسارة جميع الجولات التّسعة.  

### التهديف

تجمعات للتنافس في لعب الورق

تمّ وصف نظامين مختلفين للتّسجيل، ولم يكن أي منهما واضحًا تمامًا.

#### جوليبيوسكي (1831)

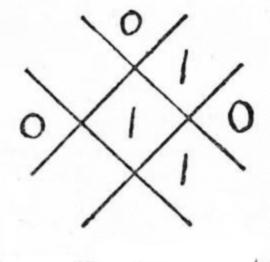
مخطط التهديف لـ جوليبيوسكي.

يقول جوليبيوسكي أن اللاعبين يرسمون مخططًا على شكل تخطيط من الأصفار والتقاطعات . الفريق الذي يسجل أكبر عدد من الحيل يمحو سطرًا أو سطرين إذا أخذوا الأربعة الأولى. ليس من الواضح ما إذا كانت "الخطوط" قد تم رسمها بعيدًا عن الرسم البياني للأصفار والتّقاطعات أم داخله. الفريق الذي يمحو خطوطه أولاً، يسجل "عدد العصي" لخصومه بقدر ما تركوه. إذا تم الاستيلاء على دروبارت بواسطة دولا، يمنح فريق الالتقاط "نظارات" ( أويولاري) للجانب الذي فقد دروبارت؛ إذا فقد دروزبارت لشريكه، يتم منح "مقص" (نوزيكزي). قد تكون هذه، في الواقع، "الأصفار" و"التقاطعات" في الرسم التخطيطي. يتم منح رموز جزاء مختلفة للمآثر الأخرى. الفريق الذي يخسر كل حيله يتلقى "السّوط" (بيكزيك) ؛ الفريق الذي يخسر الحيل الخمس الأولى يتلقى "قطة" (كوتا) والفريق الذي يخسر بعد أن أخذ خدعة واحدة فقط يطبع "خنجر" (روزن). 

#### غراتش (1888)
وفقًا لـستاري جراكس، يقوم اللاعبون برسم عدد من الخطوط على لائحة، تُعرف باسم الهراوات ( بالك)، والعصي ( كيجوو)، والعصا ( روزج)، وأعواد المكانس (أوزوجوو)، وما إلى ذلك. يتم مسح خط لكل صفقة يتم الفوز بها وخط إضافي لأخذ أربع حيل متتالية. يؤدي فقدان مصارع الثيران، بما في ذلك ستاركا الآن، إلى منح "نظارات"؛ يؤدي فقدان أحد الشّريكين إلى كتابة "مقص" لهذا الجانب. يتم رسم "خنجر" للجانب الذي يفشل في مسح أكثر من سطر واحد أثناء اللعبة. الفريق الذي يفوز بجميع الحيل التسعة يرسم "قطة" لخصومه. فريق لديه سلسلة من البطاقات، على سبيل المثال 6-7-8-9، يطبع "الغجر" (سيجانا) لخصومه، وإذا كان الفريق لديه دولا و ستاركا، خصومهم يستقبلون "يهودي" ( زيدا ). إذا كان التسلسل يتضمن دروبارت، فسيتم رسم "عنزة" ( كوز). "يعتمد تنوع هذه الرسومات وأصالتها على روح الدعابة والخيال لدى اللاعبين" ويؤدي إلى "ضحك ومرح لا نهاية لهما".

## ساعة دروزبارت
يصف جوليببوسكي لعبة ثلاثية الأيدي تُعرف باسم ساعة دروبارت (زيكاريك دروبارت). هنا، يلعب اللاعبون بأنفسهم ويتم كتابة الخطوط على شكل حامل ثلاثي الأرجل مع مسح سطر واحد لكل خدعة يتم إجراؤها. وإلا فإن القواعد هي نفسها كما في لعبة أربعة لاعبين.

## الحواشي
1. ↑  Excluding later versions which are more or less reprints in 1893 (2nd edn of 1888 book), 1906, 1930 (slightly revised copy by Wytrawny Gracz) and 2012 (reprint of 1930 book).
2. ↑  Beaters are cards that can win a trick if they outrank all the others in that trick, as opposed to 'duds' - see later.
3. ↑  Gracz, S. (1888) states that the three matadors may beat a led seven and he is followed by Gracz, W. (1930). This may be a later rule.
4. ↑  Today, these can be substituted by any German-suited pack of the right number of cards.
5. ↑  The source just says players "must head the trick", in which case it is unlike other members of the Brusbart family, where any card may always be played with no requirement to 'beat' previous cards.
6. ↑  It is possible that play may end after a team has five tricks if their opponents have at least one, since no further points may be scored, but the rules do not say this.
7. ↑  This means that difference in score is awarded as 'penalty game points' - so-called "sticks" - to the losers.
8. ↑  This seems more appropriate than the feat of winning the first five tricks as in Gołębiowski, since a cat has nine lives.
9. ↑  It is not stated whether this is a suit sequence or what the minimum length of run is - presumably three cards.

1. 1 2  Smith (1997), pp. 45-51.
2. 1 2  McLeod (1996), pp. 54–55.
3. ↑  Dummett (1981), p. 130.
4. ↑  Doroszewski (1960), p. 396.
5. ↑  Czajkowski (1843), p. 169.
6. 1 2 3 4 5 6 7 8 9  Gołębiowski (1831), pp. 45–46.
7. ↑  Forster (1840), p. 216.
8. 1 2 3 4 5 6 7  Stary Gracz (1888), pp. 31-33.
9. ↑  Miłosz (1983), pp. 254–55.
10. ↑  Heraty (1981), p. 501.
11. ↑  Ward (1909), p. 658.
12. ↑  Miłosz (1983), p. 228.
13. ↑  "Pan Tadeusz Poem: Five things you need to know about this epic Polish masterpiece". مؤرشف من الأصل في 2023-03-06. اطلع عليه بتاريخ 2019-09-15.
14. ↑  Giżycki & Wood (1972), p. 224.
15. 1 2  Wytrawny Gracz (1930), pp. 31-33.
16. ↑  Wytrawny Gracz (2012), pp. 31-33.

## الأدب
- دوروسزيفسكي، فيتولد ، أد. (1960)، Slownik języka polskiego ، ص. 396.
- دوميت، مايكل (1978). تقييمات "Der Nidwaldener Kaiserjass Und Seine Geschichte" و"Der Kaiserjass, Wie Er Heute in Nidwalden Gespielt Wird" في بطاقة اللعب ، المجلد. 9، العدد 4، مايو 1981.
- فورستر، تشارلز (1840). بولونيا . باريس: ديدوت فرير.
- جيجيكي جيرزي وباروخ هارولد وود (1972). تاريخ الشطرنج . مكتبة الدير.
- جوليبيوسكي ، لوكاس (1831). غراي و زاباوي ستانوف راينيش في كراجو كاليم، أو غير تايلكو بروينشياتش . وارسو. ص. 45/46.
- جراتش، ستاري [يكتب ستانيسلاف كوزيتولسكي تحت اسم مستعار "اللاعب القديم"] (1888). Gry w karty Dawniejsze i nowe . وارسو: س. أولجبراندا سينوف. ص. 31-33.
- Gracz، Wytrawny ["لاعب بارع"] (1930، أعيد طبعه 2012). Gry w karty polskie i obce . وارسو: Wydawnictwo Xeein.
- هيراتي، ج. (1981). الموسوعة الكاثوليكية الجديدة ، المجلدات 1-19.
- ماكليود ، جون (1996). "Styrivolt وVorms وCicera" في ورقة اللعب ، المجلد 25، العدد 2.
- ميلوش ، تشيسلاف (1983). تاريخ الأدب البولندي ، الطبعة الثانية. بيركلي / لوس أنجلوس / لندن: UCP.
- بارليت، ديفيد (2008). كتاب البطريق لألعاب الورق ، البطريق، لندن.(ردمك 978-0-141-03787-5)رقم ISBN 978-0-141-03787-5
- سيودمي ، توم (1861). موسوعة Powszechna . المجلد. 7. عرين. – إيك. أورجلبراند، وارسو. ص. 503.
- سميث، أنتوني (1997). "Voormsi: أحد أحفاد Karnöffel من جرينلاند" في بطاقة اللعب التي تم دمج عالم أوراق اللعب بها؛ مجلة الجمعية الدولية لأوراق اللعب، المجلد. 26، بواسطة بيل، أد. جورج، يوليو/أغسطس 1997 - مايو/يونيو 1998. نشرته الجمعية الدولية لأوراق اللعب، ISSN 0305-2133.
- 1835 تروجانسكي، جوزيف كاجيتان (1835). Dokładny polsko-niemiecki słownik z dodatkiem, zawieraiącym spis form nieregularnych, المجلد 1, أ – ص, ص. 142
- وارد، السير أدولفوس ويليام، جورج والتر بروثيرو، وستانلي ليثيس (1909). تاريخ كامبريدج الحديث ، المجلد 11. الجامعة الكاثوليكية الأمريكية: مطبعة الجامعة.

## روابط خارجية
- جلوجر ، زيجمونت (1901). "Drużbart" في Encyklopedja starapolska ilustrowana ، المجلد 2، Laskauer. إلى حد كبير نسخة من نص Gołębiowski.